# Mars Society

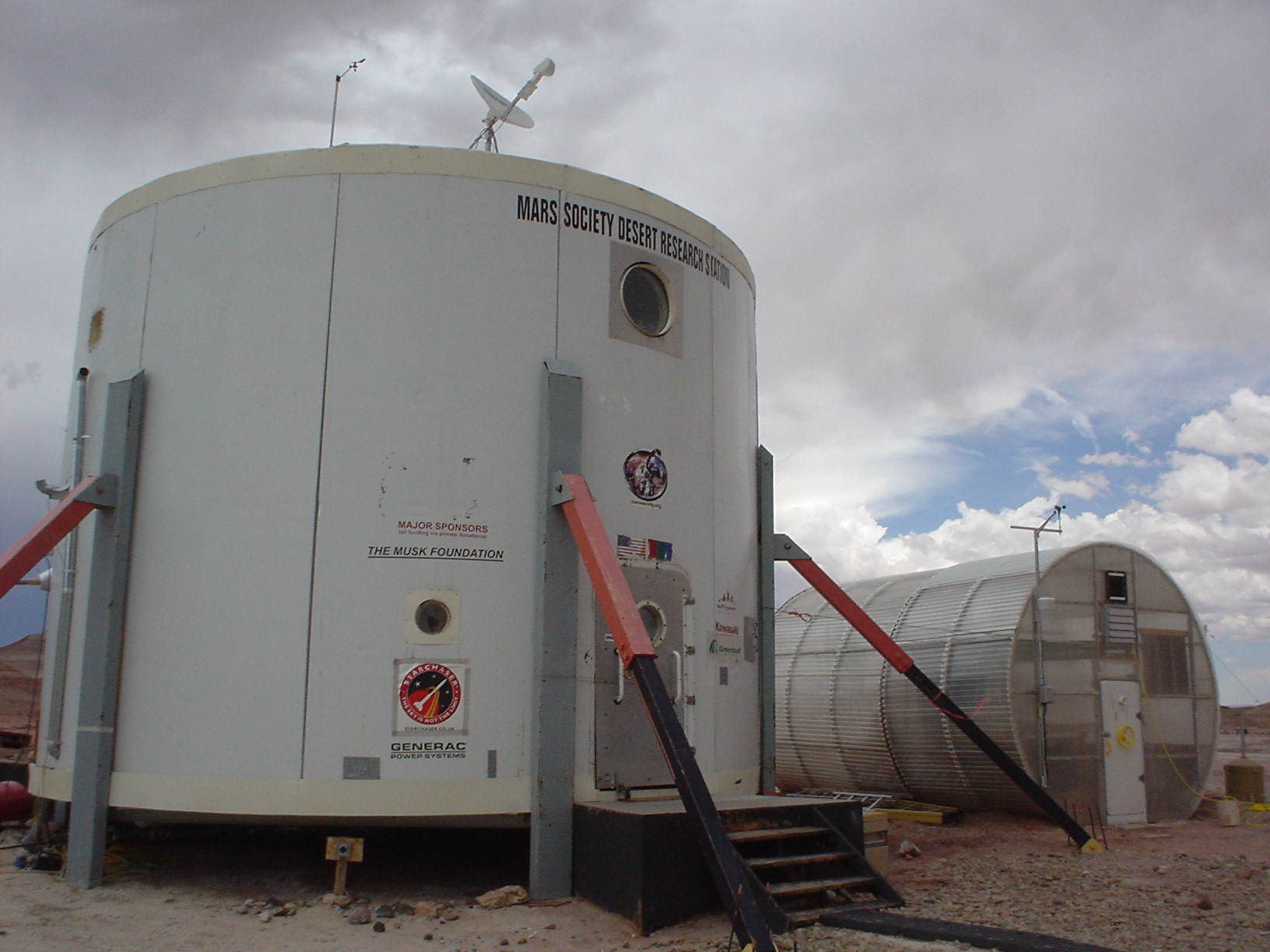
Het Mars Desert Research Station in Utah wordt beheerd door de Mars Society

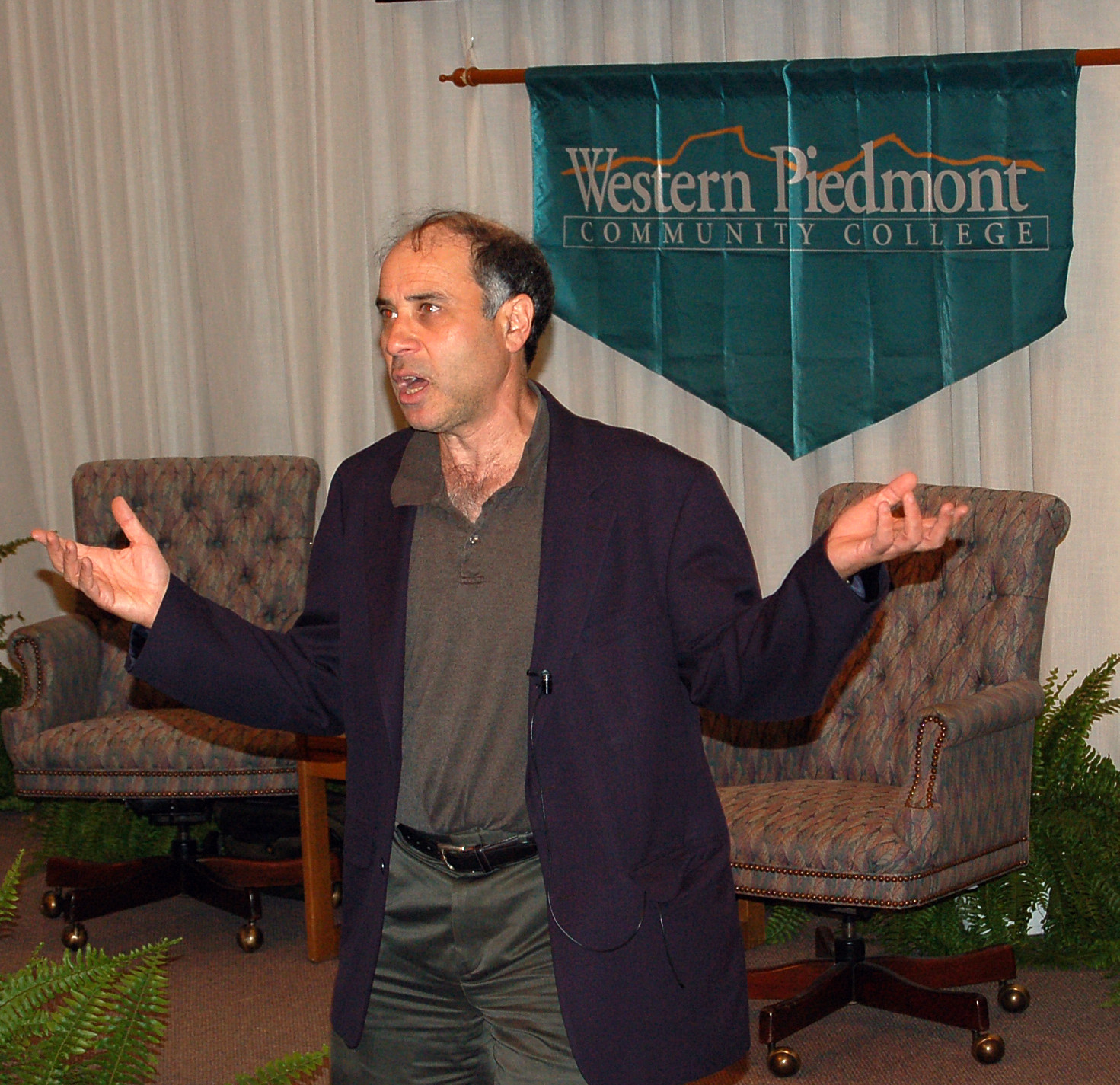
Oprichter Robert Zubrin in 2006

De Mars Society is een internationale organisatie dat zich inzet voor intensiever onderzoek van Mars, liefst door bemande missies, om uiteindelijk de planeet permanent te koloniseren.
De organisatie werd in 1998 opgericht in Boulder (Colorado) in de Verenigde Staten door Robert Zubrin en een aanzienlijke groep NASA-wetenschappers, zoals Christopher McKay, Penny Boston en Carol Stoker, de latere NASA-directeur Michael Griffin en anderen, zoals de sciencefictionschrijvers Gregory Benford en Kim Stanley Robinson.
De Mars Society was een voortvloeisel van de Mars Underground, die tientallen jaren lang om de drie jaar een conferentie hield om de voortgang van een bemande missie naar Mars te bespreken. De meeste Amerikaanse staten en een groot aantal landen hebben nu een afdeling. In oktober 1999 werd de Nederlandse afdeling van de Mars Society opgericht en in december 2000 is het een stichting geworden onder de naam Stichting Mars Society Nederland. Na een ruzie met Robert Zubrin, de voorzitter van de internationale Mars Society, werd de Mars Society Nederland opgeheven. In september 2019 werd op verzoek van Robert Zubrin de Nederlandse tak doorgestart en de Mars Society Netherlands opgericht. Overigens zijn de takken van de Mars Society die in diverse landen zijn opgericht financieel zelfstandig. Zij werken wel samen met de internationale Mars Society en rapporteren over hun voortgang.

## Andere organisaties
In de loop der jaren zijn er veel organisaties ontstaan met vergelijkbare doelen, vaak opgericht door leden van de Mars Society. Wetenschappers, medewerkers van de ruimtevaartindustie en anderen richtten sinds 2002 de volgende groepen op: 
- Het Mars Institute, onder leiding van Pascal Lee en Marc Boucher. Lee leidt sinds 2000 NASA's Haughton-Mars Project op Devoneiland, Nunavut, Canada, in de ongeveer 39 miljoen jaar oude inslagkrater Haughton. Het landschap van de planeet Mars is bedekt met inslagkraters. Het feit dat de Haughton inslagkrater boven de poolcirkel ligt op Aarde, brengt een gebrek aan begroeiing, temperatuur en bodemgesteldheid met zich mee zeer vergelijkbaar met de omstandigheden in kraters op de planeet Mars, wat het ideaal maakt voor Mars-analoog onderzoek.

- In 2005 werd Mars Drive opgericht. Deze heeft als doel om het algemeen publiek direct en actief te betrekken in de kolonisatie en exploratie van Mars en het Heelal.

- De 4Frontiers Corporation, ook uit 2005, is een bedrijf dat de commerciële mogelijkheden exploiteert van de vier ruimte-"grenzen": baan om de Aarde, de Maan, Mars en de planetoïden. 4Frontiers gebruikt hiervoor technologische ontwikkeling, consultancydiensten, informatief entertainment en educatie. Dit alles wederom gericht op kolonisatie van Mars.

- In 2010 zag Explore Mars, Inc. in Beverly (Massachusetts) het licht. Zij werd gevormd door het overgrote deel van de actieve (project)leiders in de Mars Society, Inc. Boulder, om een bemande missie naar Mars te bespoedigen door een stap voor stap ontwikkeling van de benodigde technologie en door het betrekken van de gewone, geïnteresseerde burger bij Mars onderzoek. Daarnaast stelt Explore Mars zich ten doel om iedereen te informeren en te onderwijzen over Mars. Zowel de stap voor stap benadering van de technologie, als de educatie van schoolleerlingen en het algemene publiek wordt bewerkstelligd door het uitschrijven van prijsvragen. Dit in analogie van de Ansari X Prize van de X-Prize Foundation opzet om door prijzengeld industrie en anderen te stimuleren technologie te ontwikkelen.

Al deze organisaties hebben onderlinge samenwerkingsverbanden. 